# Gespa

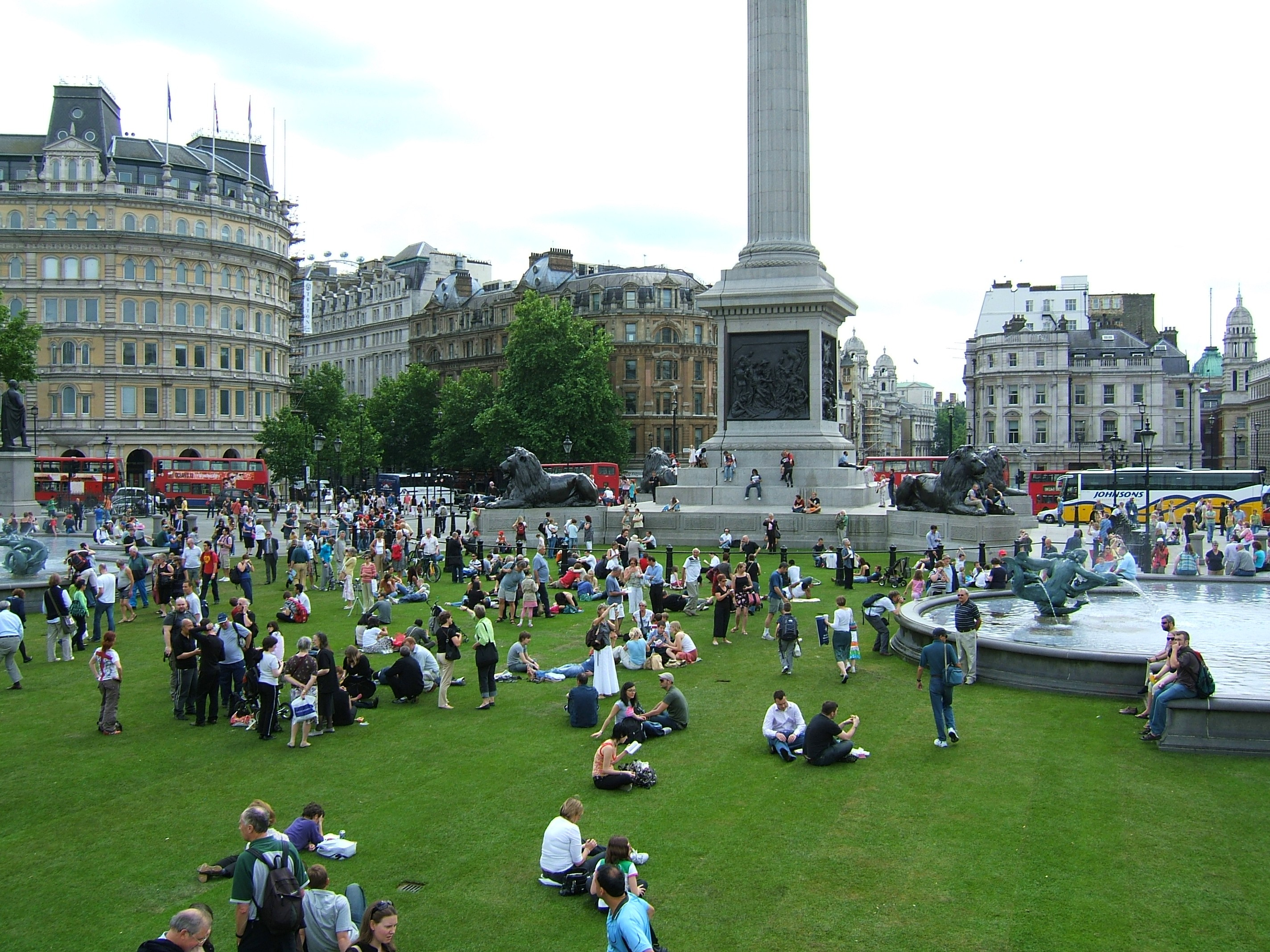
Gent descansant a la gespa a Trafalgar Square.

Gespa és el nom comú d'una desena d'espècies de poàcies (família Poaceae), utilitzades com ornamentals per formar una coberta densa, curta i uniforme a prats i jardins. També és utilitzada en els estadis de futbol.
Entre les més freqüents es troben:
- en climes humits:
  - l'Agrostis stolonifera, anomenada gespa de Cumberland;
  - l'Agrostis tenuis, anomenada agróstide comuna;
  - la Festuca arundinacea, anomenada festuca alta;
  - la Festuca rubra, particularment les subespècies:
    - Festuca rubra subsp. conmutata, anomenada canyola vermella;
    - Festuca rubra subsp. conmutata, anomenada festuca vermella;

  - el Lolium perenne, anomenat gespa anglesa;
  - la Poa nemoralis, anomenada poa dels boscos;
  - la Poa pratensis, anomenada poa dels prats;
  - la Poa trivialis,anomanada poa comuna;
- en climes secs:
  - el Cynodon dactylon, anomenat pastura de les Bermudes;
  - el Paspalum notatum, anomenat herba badia;
  - el Pennisetum clandestinum, anomenat kikuyu;
  - la Zoysia japonica.

## Gespa pel futbol

### Anys 80-90
En aquells anys la gespa artificial era més dura que la gespa natural. En els anys 80 i 90 s'afirmava que la gespa artificial causava més lesions i més greus que la gespa natural. L'ús de la gespa artificial va ser prohibida per la FIFA, la UEFA i moltes altres associacions nacionals de futbol. Així tots els clubs van instal·lar la gespa natural als seus estadis.

## Cura i manteniment de la gespa
La creació i el manteniment de la gespa varien segons la zona climàtica i el tipus de gespa cultivada.

### Plantació i sembra de llavors
La tardor primerenca, la primavera i l'inici de l'estiu són les principals temporades per a la sembra, la col·locació de tapissos de gespa, la plantació de "mantell" o "empelts" en noves gespes, quan la terra és més càlida i l'aire és més fresc. La sembra és el mètode més econòmic, però pot requerir més temps per arrelar la gespa. L'airejament immediatament abans de la plantació/sembrat pot fomentar un creixement de les arrels més profund i una gespa més espessa.

### Fertilitzants i químics
Estan disponibles diversos fertilitzants orgànics i inorgànics, així com sintètics, que es poden aplicar immediatament o amb efecte retardat. Sense la fertilització oportuna, la gespa es debilita, la qual cosa condueix al seu amarament i l'aparició de males herbes. Generalment, els fertilitzants s'utilitzen 2-3 vegades a l'any o amb més freqüència si és necessari. Estan disponibles plaguicides, incloent herbicides biològics i químics, insecticides i fungicides, que tracten malalties com la podridura grisa. A causa del seu impacte en l'ecosistema de les gespes i els jardins, i a causa del seu vessament i difusió en el medi ambient, hi ha lleis que limiten el seu ús.

### Segat i altres mètodes de manteniment
Per al manteniment d'una gespa irregular només es requereix un segat periòdic amb una màquina adequada. Per al manteniment d'una gespa plana i tallada curta, ja sigui per raons estètiques o pràctiques o a causa de la pressió social dels veïns i les ordenances municipals locals, es requereix un manteniment més organitzat i regular. Generalment, per al manteniment de la gespa en la majoria de les zones climàtiques, n'hi ha prou amb tallar-la una vegada a la setmana. No obstant això, en temporades caloroses i plujoses en regions situades en zones de resistència al fred superiors a 8, la gespa pot necessitar manteniment fins a dues vegades a la setmana.